# Appiusz Klaudiusz Pulcher (konsul 54 p.n.e.)
Appius Claudius Pulcher (ur. 97 p.n.e.; zm. 48 p.n.e.) - członek patrycjuszowskiego rodu Klaudiuszów Pulcher, jednego z najbardziej wpływowych w okresie republiki. Syn Appiusza Klaudiusza Pulchra konsula w 79 p.n.e. i Cecylii Metelli, córki Lucjusza Cecyliusza Metellusa Diademata.
Od 72 do 70 p.n.e. służył jako trybun wojskowy u Lucjusza Licyniusza Lukullusa na Wschodzie. Wysłany przez niego do króla Armenii Tigranesa z żądaniem wydania Mitrydatesa, króla Pontu. Tigranes odmówił wydania Mitrydatesa popadając w konflikt z Rzymem. W 63 p.n.e. wszedł w skład kolegium augurów. Appiusz jako pretor w 57 p.n.e. wspierał swojego brata Klodiusza w próbach zablokowania odwołania Cycerona z wygnania; propretor Sardynii w 56 p.n.e. Konsul w 54 p.n.e. Po konsulacie sprawował namiestnictwo Cylicji w latach 53–51 p.n.e. W roku 50 p.n.e. cenzor wspierał stronnictwo optymatów między innymi usuwając z senatu historyka Sallustiusza, zwolennika Cezara i popularów. W 50 p.n.e. oskarżony przez Publiusza Korneliusza Dolabellę o przekupstwa ale został uniewinniony dzięki wsparciu Cycerona, Brutusa i Hortensjusza. W wojnie domowej stanął po stronie Pompejusza objął jako prokonsul namiestnictwo Grecji. Zmarł na Eubei niedługo przed bitwą pod Farsalos. Znany z zainteresowań praktykami spirytystycznymi, m.in. wtajemniczony w misteria eleuzyńskie. Zbudował Propyleje w Eleuzis.
Dzieci:
z Serwilią, córką Gnejusza Serwiliusza Cepiona, kwestora ok. 105 p.n.e.
- Klaudia (1x Gnejusz Pompejusz, syn Pompejusza Wielkiego)
- Klaudia (1x Marek Juniusz Brutus, zabójca Cezara)

adoptowany syn brata Gajusza
- Appiusz Klaudiusz Pulcher